# Saturno Park
El Saturno Park fou un parc d'atraccions construït dins del Parc de la Ciutadella inaugurat el 25 de maig de 1911 i obert fins al 1926. El projecte va ser envoltat de polèmica degut a casos de corrupció. Hi havia dues atraccions destacades: Witching Waves i Los Urales, una muntanya russa.